# Роешти (Песчана)
Роешти (рум. Roești) насеље је у Румунији у округу Валча у општини Песчана. Oпштина се налази на надморској висини од 318 m.

## Становништво
Према подацима из 2002. године у насељу је живело 406 становника, од којих су сви румунске националности.